# Гетман Сагайдачный (фрегат)
«Гетман Сагайдачный» (укр. «Гетьман Сагайдачний») — фрегат, флагман ВМС Украины. Закладывался как сторожевой корабль проекта 11351 «Нерей». Назван в честь гетмана Петра Конашевича-Сагайдачного. В ходе Российско-Украинского конфликта, начавшегося в 2022 году в Николаеве был затоплен экипажем во избежание захвата российскими войсками.

## История постройки и службы
Заложен (как «Киров») 5 октября 1990 года на эллинге судостроительного завода «Залив» в Керчи, по заказу морских частей погранвойск КГБ СССР. Заводской № 208. Главный конструктор — А. К. Шныров. Являлся восьмым кораблём серии. Корабль был дополнительно оснащён активными успокоителями качки. 9 июля 1991 года зачислен в списки кораблей пограничных войск, в недостроенном состоянии спущен на воду 29 марта 1992 года.

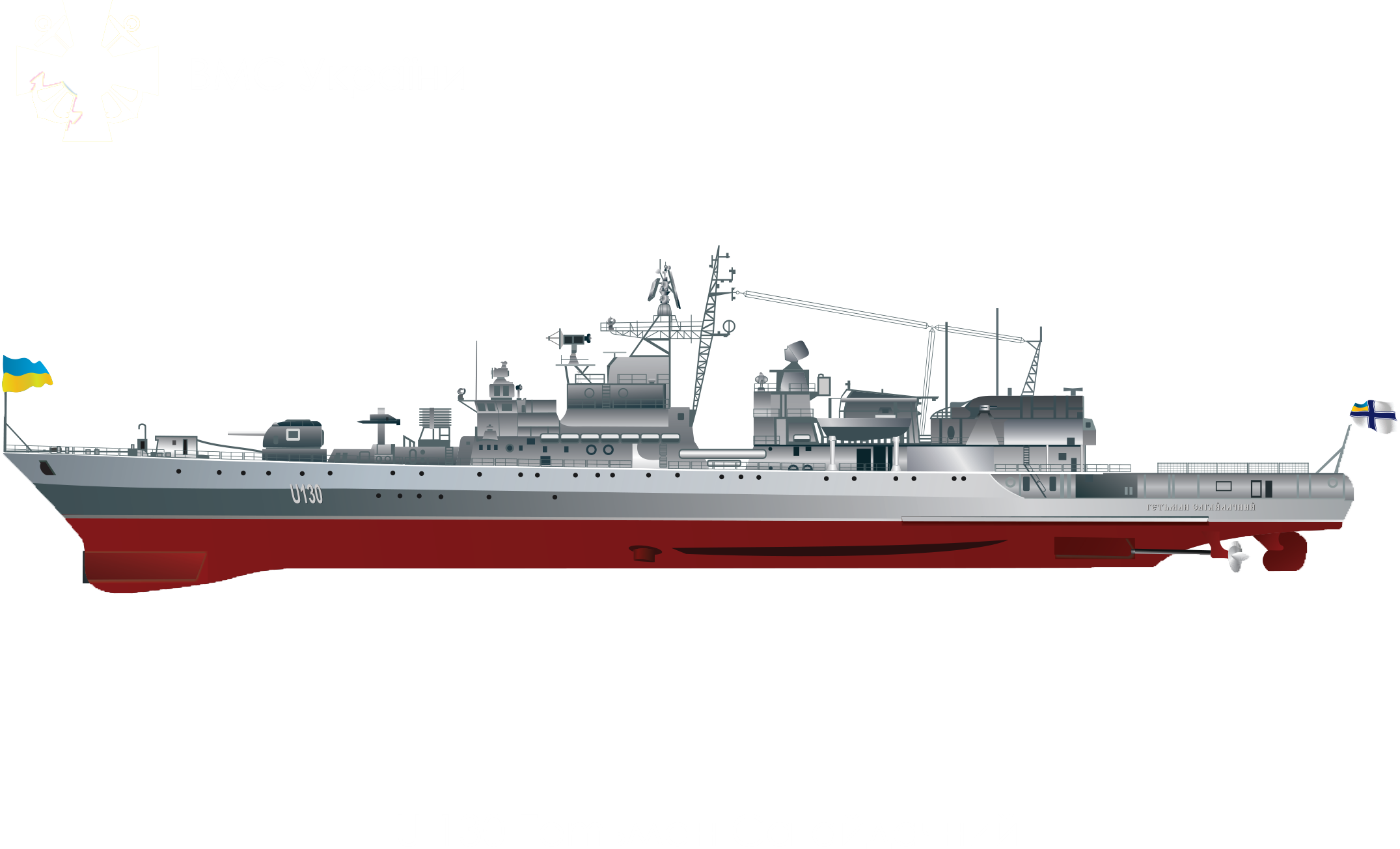
Профиль корабля

В июне 1992 года перешёл к ВМС Украины и переименован. Вступил в строй 2 апреля 1993 года, 4 июля командир корабля капитан 3 ранга В. С. Катушенко поднял военно-морской флаг Украины. Вошёл в состав 1-й бригады надводных кораблей. Корабль, в соответствии с международными нормами, переклассифицирован во фрегат и первоначально (до июля 1994 года) носил бортовой номер «201», затем, согласно принятому тогда стандарту ВМСУ — U130, а после перехода в 2018 году на классификацию кораблей по стандарту НАТО — F130. Кроме «Гетмана Сагайдачного» в состав ВМС Украины были переданы ещё два корабля проекта 11351 — «Гетман Дорошенко» (заводской номер 210) и «Гетман Байда-Вишневецкий» (заводской номер 209, бывший «Красный Вымпел», разобран на стапеле в конце 1990-х). «Гетман Дорошенко», имевший высокую степень готовности, постепенно разбирался на запчасти, использовавшиеся для поддержания фрегата «Гетман Сагайдачный» в боеспособном состоянии.
Отмечается, что фрегат «Гетман Сагайдачный» по своим тактическим характеристикам не отвечает своему классу — корабль фактически является модификацией проекта 1135 без ударного ракетного комплекса (на базовом проекте устанавливается ПЛРК/ПКРК «Раструб-Б»), предназначенного для пограничной охраны.
В июле 1994 года «Гетман Сагайдачный» принял участие в фестивале «Армада свободы», посвящённом 50-летию высадки десанта союзников. В 1995 году совершил деловой визит в Абу-Даби (Объединённые Арабские Эмираты) на выставку оружия «Айдекс-95», в том же году корабль посетил порт Варна (Болгария) и Специя (Италия). В 1996 году совершил первый трансатлантический поход во главе отряда кораблей ВМС Украины в США в порт Норфолк. Тогда же совершены деловые визиты (дважды) в порты Гибралтар (Великобритания) и в Понта-Делгада (Португалия, Азорские острова).

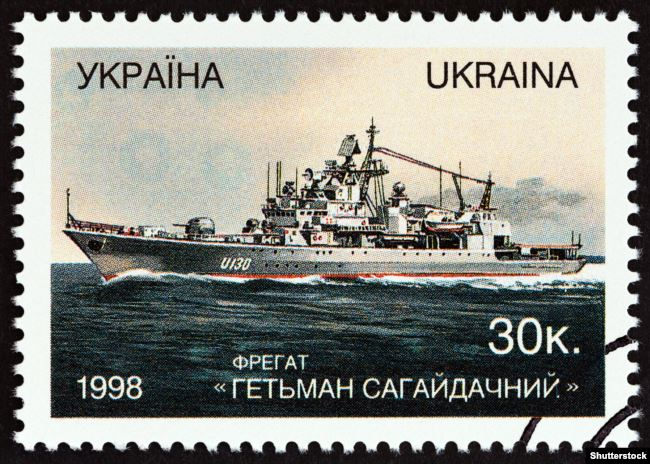
Почтовая марка Украины 1998 года

В 1996 году посещал Поти, Стамбул и Варну. В июне 1999 года совершил официальный визит в составе отряда кораблей ВМС Украины в Израиль в порт Хайфа. В 2000—2004 годах самостоятельно и в составе групп кораблей посещал различные порты Турции, Болгарии.
Неоднократно принимал на своём борту высших государственных деятелей — президента Украины Л. Д. Кучму в 1996, 2000 и 2001 годах, президента Российской Федерации В. В. Путина в 2000 и 2001 годах, президента Украины В. А. Ющенко в 2005 году, президента Украины В. Ф. Януковича в 2010 году (в 2004 году в качестве премьер-министра), президента Украины П. А. Порошенко в 2017 году.
В июне-августе 2008 года корабль принимал участие в операции «Активные усилия» в Средиземном море, совершая мониторинг морских перевозок.
24 сентября 2013 года фрегат «Гетман Сагайдачный» с вертолётом Ка-27 на борту и группой специального назначения вышел в море из порта Севастополя, чтобы присоединиться к операции «Океанский щит» НАТО по противодействию пиратству на море. В рамках операции украинский фрегат принял участие в совместных учениях с китайским фрегатом «Хен Шуй», в ходе которых были выполнены задачи по спасению пострадавших от пиратского нападения. Во время первого патрулирования в Аденском заливе украинские военные оказали первую медицинскую помощь капитану иностранного судна, а во время второго патрулирования фрегат «Гетман Сагайдачный» задержал подозрительное судно и совершил его контрольный осмотр.
3 января 2014 года операция была закончена, и 20 января «Сагайдачный» присоединился к операции ЕС «Аталанта».

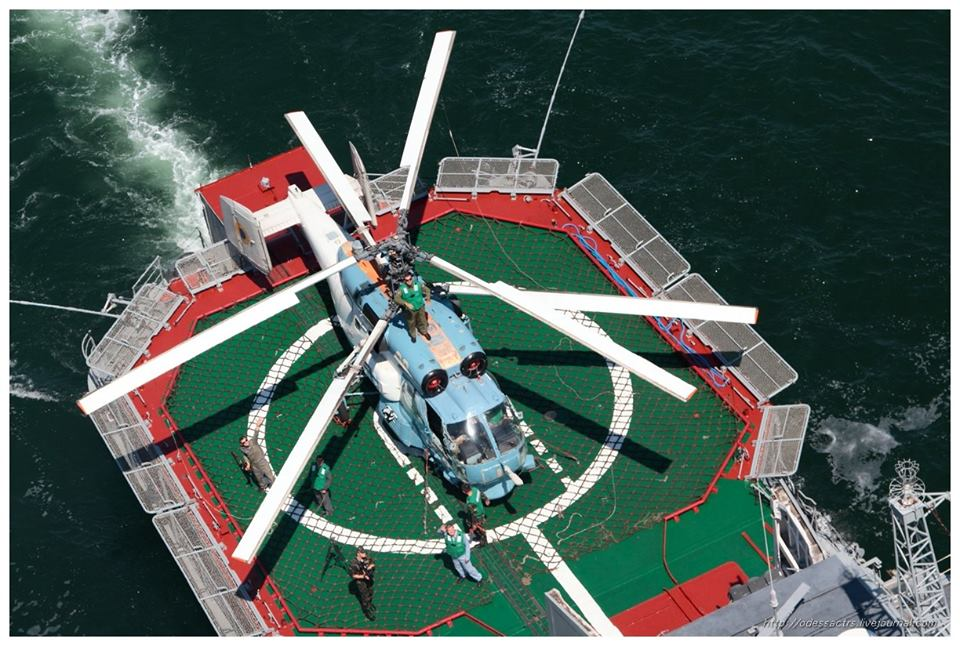
Ка-27 на борту фрегата

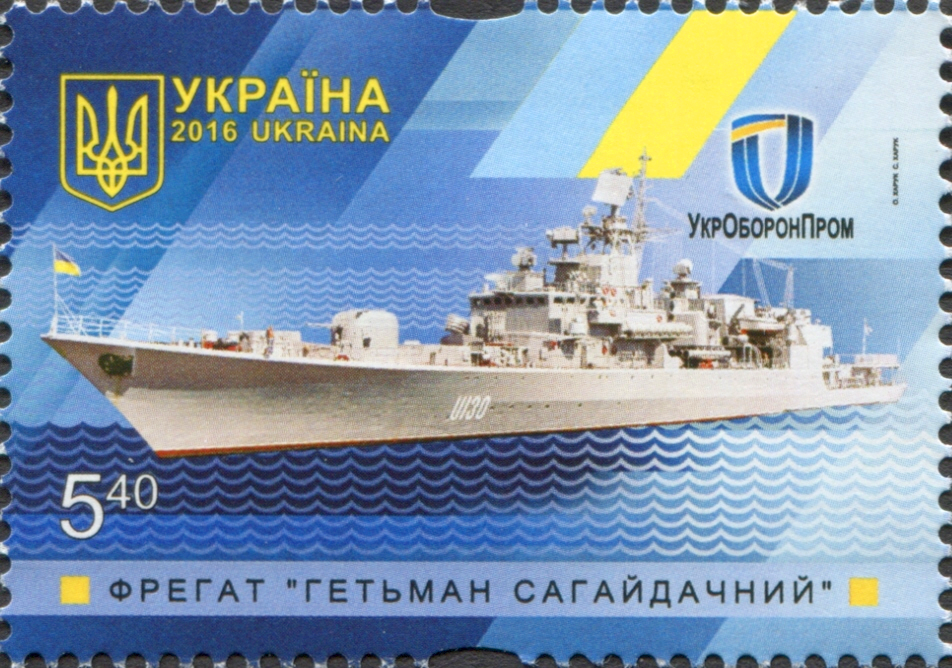
Фрегат «Гетман Сагайдачный» на почтовой марке Украины, 2016 год

1 марта 2014 года, на фоне российской аннексии Крыма, член комитета Совета Федерации РФ по международным делам Игорь Морозов заявил, что корабль перешёл на сторону России и поднял Андреевский флаг. Сообщения были опровергнуты министерством обороны Украины. При прохождении кораблём пролива Босфор на нём были подняты флаги ВМС Украины и государственный флаг Украины. Под этими же флагами он 5 марта прибыл в Одессу.
Из 211 человек команды фрегата дезертировали 28 человек.
В ноябре 2014 «Гетман Сагайдачный» встал на ремонт на судоверфи «Украина» Одесского морского порта.
В июне 2015 года «Гетман Сагайдачный» принял участие в совместных учениях с американским эсминцем USS Ross (DDG-71) в водах Чёрного моря.
В сентябре 2015 фрегат принял участие в международных военно-морских учениях Си Бриз 2015.
В декабре 2015 волонтёрским движением «Вернись живым» команде фрегата был передан радар Furuno FAR-2117/27 общей стоимостью 277 тыс. гривен.
В марте 2016 фрегат и судно размагничивания «Балта» прибыли из Одессы в Стамбул, где провели общие тактические учения с фрегатом ВМС Турции.
В июле 2016 фрегат провёл общие манёвры типа PASSEX с кораблями-участниками учений «Морской щит-2016» флотов Болгарии, Канады, Польши, Румынии и Турции.
В мае 2017 фрегат вышел из строя из-за поломки двигателя почти сразу после ремонтных работ. На проведение ремонтно-восстановительных работ и модернизацию фрегата было выделено 91 млн гривен.
В ходе реорганизации структуры управления в 2018 году вошел в 30-й дивизион надводных кораблей. В 2018 году фрегат принял участие в учениях Си Бриз.
3 мая 2020 фрегат выполнил стрельбы в Чёрном море из артиллерийских установок АК-100, АК-630 и комплекса радиоэлектронного подавления ПК-16.
В конце 2021 года было подписано соглашение о ремонте и модернизации фрегата с госпредприятием «Исследовательско-проектный центр кораблестроения» (входит в состав ДК «Укроборонпром»). С целью реализации проекта планировалась кооперация главного исполнителя с другими украинскими предприятиями — Научно-производственным комплексом Зоря — Машпроект и Николаевским судостроительным заводом.
В ходе вторжения России на Украину фрегат был затоплен экипажем в порту Николаева во избежание его захвата российскими войсками. Фото затопленного корабля было опубликовано 3 марта 2022 года.

## Командиры корабля

Нарукавный шеврон и нашивка рядового состава

Командирами корабля в разное время являлись следующие лица:
- капитан III ранга Катушенко Владимир Семёнович — 1992—1993[40];
- капитан III ранга Настенко Сергей Владимирович — 1993—1997;
- капитан-лейтенант, капитан III ранга Гончаренко Пётр Дмитриевич[укр.] — 1998—2002;
- капитан III ранга Березовский Денис Валентинович — 2002—2005;
- капитан III ранга Гелунов Антон Николаевич — 2005—2009;
- капитан III ранга Пятницкий Роман Леонидович[укр.] — 2009—2014;
- капитан II ранга Иванин Денис В. — 2014—2018;
- капитан III ранга Корецкий Алексей — с июля 2018[41].